# Okręg Le Puy-en-Velay
Okręg Le Puy-en-Velay (fr. Arrondissement du Puy-en-Velay) – okręg w południowej Francji. Populacja wynosi 92 100.

## Podział administracyjny
W skład okręgu wchodzą następujące kantony:
- Allègre,
- Cayres,
- Craponne-sur-Arzon,
- Fay-sur-Lignon,
- Loudes,
- Monastier-sur-Gazeille,
- Pradelles,
- Le Puy-en-Velay-Est,
- Le Puy-en-Velay-Nord,
- Le Puy-en-Velay-Ouest,
- Le Puy-en-Velay-Sud-Est,
- Le Puy-en-Velay-Sud-Ouest,
- Saint-Julien-Chapteuil,
- Saint-Paulien,
- Solignac-sur-Loire,
- Vorey.